# John Masefield
John Edward Masefield (1er juin 1878 - 12 mai 1967) est un poète et romancier britannique, poète lauréat de 1930 à 1967, membre de l'ordre du mérite britannique. Il est notamment connu du public francophone pour ses récits de mer comme La Course du thé (1939).

## Biographie
Masefield nait à Ledbury dans le Herefordshire, de Caroline et George Masefield, un avocat. Sa mère meurt en donnant naissance à sa sœur alors que Masefield n'a que six ans. Il est alors hébergé par sa tante. Son père meurt peu de temps d'une attaque cérébrale. Après une éducation peu satisfaisante à la King's School de Warwick, où il est pensionnaire entre 1888 et 1891, il quitte l'école pour embarquer sur le navire-école HMS Conway, à la fois pour découvrir la vie en mer et soigner sa dépendance à la lecture, que sa tante appréciait peu. Il passe plusieurs années à bord de ce navire et découvre qu'il peut y passer beaucoup de son temps à lire et à écrire. C'est à bord du Conway que Masefield forge son goût pour la narration.
En 1894, Masefield embarque sur le Gilcruix, à destination du Chili - ce voyage lui apportant l'expérience du mal de mer. Il enregistre ses expériences en naviguant par temps extrêmes, son journal reflétant son plaisir de voir des poissons volants, des marsouins et des oiseaux. Il est émerveillé par la beauté de la nature. En arrivant au Chili, Masefield souffre d'insolation et doit être hospitalisé. Il retourne finalement en Angleterre en tant que passager à bord d'un navire à vapeur. En 1895, Masefield retourne sur mer sur un windjammer à destination de New York. Là, l'envie de devenir un écrivain et sa lassitude de la vie en mer le font déserter le navire. Il vit comme un vagabond à New-York pendant plusieurs mois, à la dérive, vivant d'emplois incongrus, et finit par être employé comme assistant d'un tenancier de bar. La poésie de Duncan Campbell Scott (en) le marque alors.
Pendant les deux années suivantes, Masefield est employé dans l'énorme usine de tapis Alexander Smith à Yonkers dans des conditions difficiles. Il dévore alors la littérature moderne et classique. Il retourna en Angleterre en 1897 où il rencontre sa future épouse, Constance de la Cherois Crommelin, âgée de 35 ans et de descendance huguenote. Instruite dans les classiques et la littérature anglaise, professeur de mathématiques, Constance est un bon parti en dépit de la différence d'âge. Le couple aura deux enfants (Judith, née en 1904, et Lewis, en 1910). 
En 1902, il est responsable de la section des beaux-arts de l'Exposition des Arts et de l'Industrie de Wolverhampton et publie un recueil de poèmes et textes sur le thème de la mer et les activités maritimes, Salt-water poems and ballads, recueil qui comprend certains poèmes devenus célèbres, comme Sea-fever et Cargoes.
À l'âge de 24 ans, les poèmes de Masefield sont publiés dans des périodiques, de même que ses premiers ouvrages. Il écrit alors les romans : Capitaine Margaret (1908) et Multitude et Solitude (1909). Il est bientôt connu du public et célébré par la critique. En 1912, il reçoit le prix Edmond de Polignac.
Au début de la Première Guerre mondiale, bien qu'assez âgé pour être dispensé du service militaire, Masefield se joint en 1915, au personnel d'un hôpital britannique destiné aux militaires français, l'hôpital temporaire d'Arc-en-Barrois, en Haute-Marne, publiant plus tard la narration de cette expérience. À cette époque, Masefield déménage du Buckinghamshire à la ferme Lollingdon à Cholsey, dans le Berkshire, cadre qui lui inspira plusieurs poèmes et sonnets sous le titre de Lollingdon Downs et que où sa famille vivra jusqu'en 1917. 
Il rédige un ouvrage à succès intitulé Gallipoli sur la bataille des Dardanelles. En raison du succès de ses écrits en temps de guerre, Masefield rencontre le chef du Renseignement militaire britannique en France et est invité à écrire un compte-rendu de la bataille de la Somme. Bien que Masefield ait eu de grandes idées pour son livre, on lui refuse l'accès aux dossiers officiels, et par conséquent, ce qui devait être la préface est publiée sous le titre The Old Front Line, une description de la géographie de la Somme. En 1918, Masefield retourne en Amérique pour sa deuxième tournée de conférences destinée aux soldats américains qui attendent d'être envoyés en Europe.
Dans les années 1920, Masefield est considéré comme un écrivain accompli. Sa famille a pu s'installer sur Boar's Hill, un endroit assez rural, non loin d'Oxford, où il se met à l'apiculture. De 1924 au début de la Seconde Guerre mondiale, il publie 12 romans d'une grande variété de genre : histoires de mer, romans sociaux concernant l'Angleterre moderne, contes d'une contrée imaginaire en Amérique centrale et des récits pour les enfants.
Masefield reçoit l'Ordre du Mérite du le roi George V et de nombreux diplômes honorifiques d'universités britanniques. En 1937 étant élu président de la Société des auteurs, Masefield encouragea le développement continu de la littérature et de la poésie anglaise. Son épouse meurt en 1960 à 93 ans, et John Masefield le 12 mai 1967 à l'âge de 88 ans.

## Œuvres

### Recueils de poèmes
- Salt-Water Ballads (1902)
- Ballads (1903)
- Ballads and Poems (1910)
- The Story of a Round House and Other Poems (1915)
- Salt-Water Poems and Ballads (1916)
- Philip the King and Other Poems (1916)
- Lollingdon Downs and Other Poems with Sonnets (1917)
- Enslaved and Other Poems (1920)
- Selected Poems (1922)
- King Cole and Other Poems (1923)
- The Dream and Other Poems (1923)
- The Collected Poems of John Masefield (1923)
- Poems (1925)
- Midsummer Night and Other Tales in Verse (1928)
- A Letter from Pontus and Other Verse (1936)
- The Country Scene (1937)
- Some Verses to Some Germans (1939)
- The Bluebells and Other Verses (1961)
- Old Raiger and Other Verses (1964)

### Romans
- A Book of Discoveries (Date unknown)
- A Tarpaulin Muster (1907)
- Captain Margaret (1908)
- Multitude and Solitude (1909)
- Martin Hyde: The Duke's Messenger (1910) ; traduction : Martin Hyde, Phébus, 2001.
- Lost Endeavour (Nelson, 1910).
- The Street of Today (1911)
- Jim Davis (Wells Gardner, 1911).
- The Dream (MacMillan, 1922) Illustrated by Judith Masefield.
- Sard Harker (Heinemann, 1924)
- ODTAA  (1926)
- The Midnight Folk (1927)
- The Hawbucks (1929)
- The Bird of Dawning (Heinemann, 1933) ; traduction : La Course du thé, Plon, 1939 ; Phébus, 1991.
- The Taking of the Gry (1934)
- The Box of Delights: or When the Wolves Were Running (1935)
- Victorious Troy: or The Harrying Angel (1935) ; traduction : Par les moyens du bord, Plon, 1938 ; Phébus, 1994.
- Eggs and Baker (1936)
- The Square Peg: or The Gun Fella (1937)
- Dead Ned (1938)
- Live and Kicking Ned (1939)
- Basilissa: A Tale of the Empress Theodora (1940)
- Conquer: A Tale of the Nika Rebellion in Byzantium (1941)
- Badon Parchments (1947)

### Théâtre
- The Campden Wonder (1907)
- The Tragedy of Pompey the Great (1910)
- Good Friday: A Play in Verse (1916)
- The Tragedy of Nan (Originally known as 'Nan)
- "The Coming of Christ" (1928)

### Essais et autobiographies
- Sea Life in Nelson's Time (1905)
- The Wanderer of Liverpool (1930)
- The Conway: From her Foundation to the Present Day (1933)
- Gallipoli
- The Old Front Line
- The Nine Days Wonder (The Operation Dynamo) (1941)
- New Chum (1944)
- So Long to Learn (1952)
- Grace Before Ploughing (Heinemann, 1966)

### Musique
- Queen Alexandra's Memorial Ode (1932)